# カルスト地形

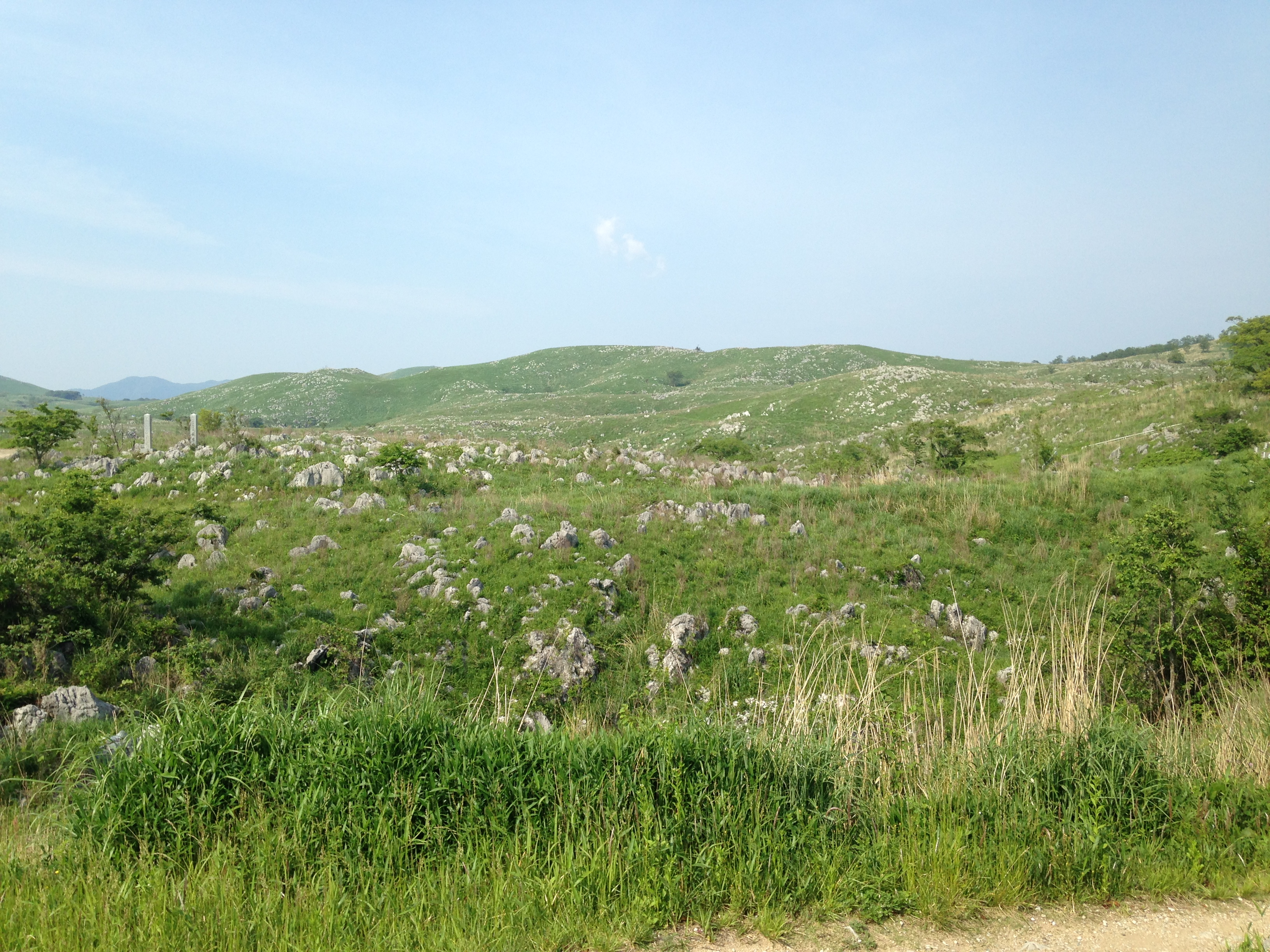
カルスト台地（秋吉台）

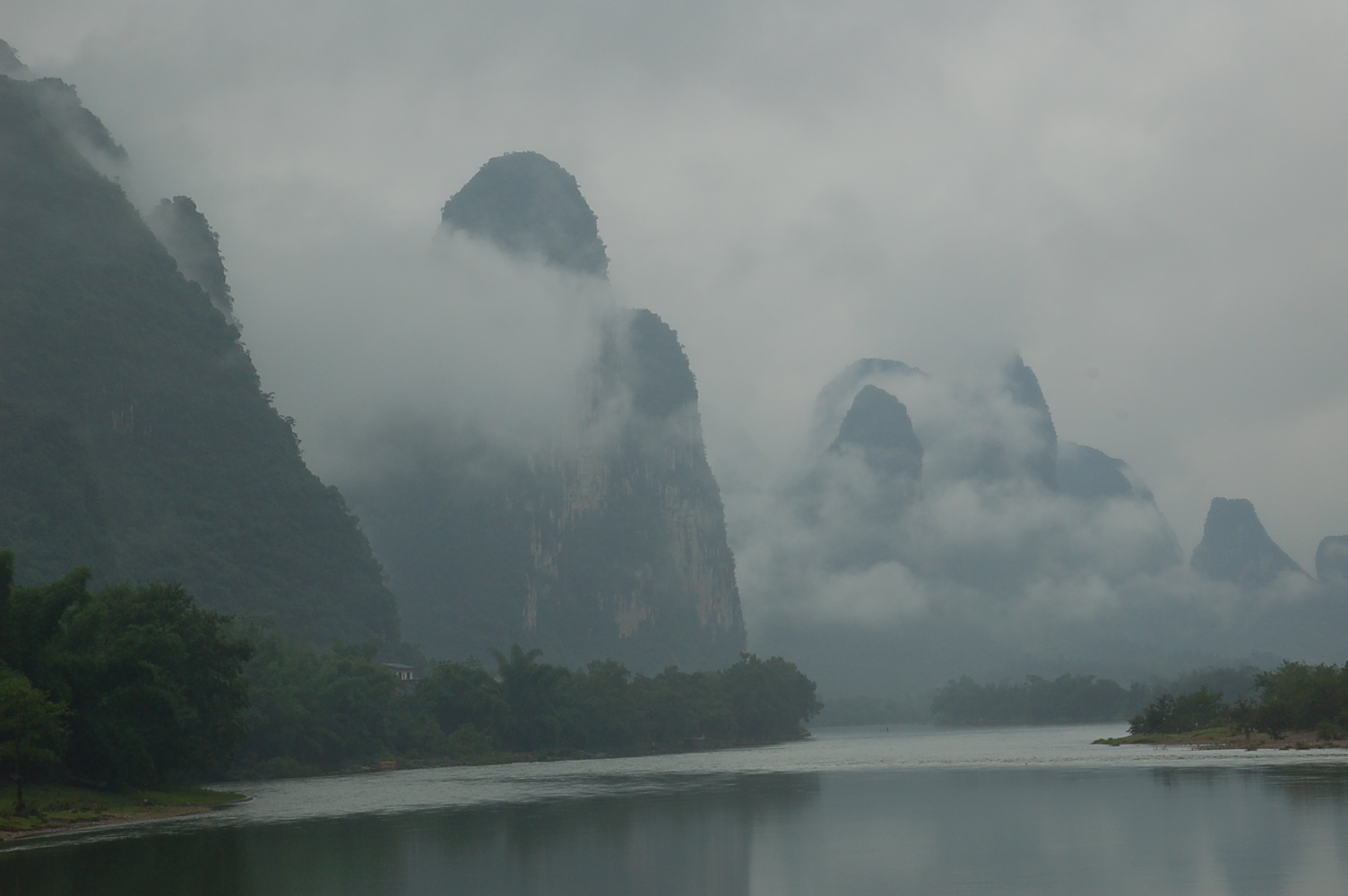
タワーカルスト（桂林）

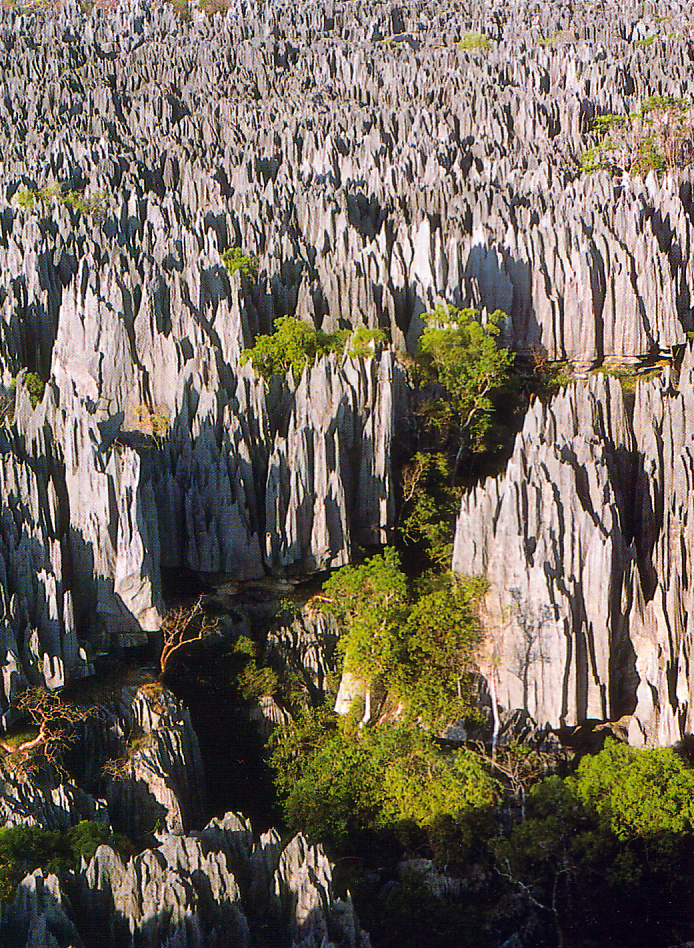
カレンフェルト（ツィンギ・デ・ベマラ）

カルスト地形（カルストちけい、ドイツ語: Karst）とは、石灰岩などの水に溶解しやすい岩石で構成された大地が雨水、地表水、土壌水、地下水などによって侵食（主として溶食）されてできた地形（鍾乳洞などの地下地形を含む）である。化学的には、空気中の二酸化炭素を消費する自然現象である。
広義には、クロアチアのプリトヴィツェ湖群国立公園や中国の九寨溝、トルコのパムッカレ、アメリカのイエローストーン国立公園などの、大量の石灰分を溶解した地下水や温・熱水から石灰華が大規模に再沈殿して作り出される地形も、カルスト地形に含まれる。これらの場合、基盤地質が石灰岩であるとは限らず、化学的には空気中に二酸化炭素を放出する。
また、石灰岩やチョーク（白亜）、泥灰岩、白雲岩（ドロマイト）などの炭酸塩岩以外にも、蒸発岩類（石膏岩、岩塩など）には溶食性の地形が大規模に形成されることがあり、カルスト地形に含められる。空気中の二酸化炭素量の増減には関係しない。

## 概説

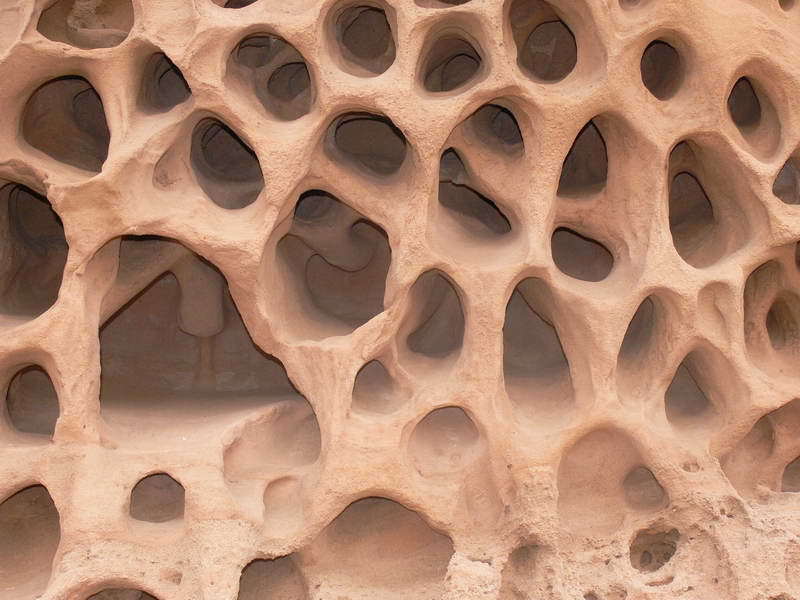
ロシア連邦ボグドゥー・バスクンチャク自然保護区のシンギングロック。風が流れ込むと音を発する。

岩石はごく微量であるが水に溶解する。その溶解性は岩石を構成する鉱物種の化学性によって大きく異なる。石灰岩は大体において石灰質の殻をもつ生物の遺骸が海底に厚く堆積して生じたものであるが、鉱物学的には主として方解石（炭酸カルシウムCaCO3）からなり、他の岩石に比べて酸性水に対する溶解性が非常に高い。地表流によって削り取られる侵食が作用することももちろんあるが、そのような侵食作用が働かない所でも、炭酸の作用による溶食で石灰岩が少しずつ水に溶け、地表にはドリーネが、地下には鍾乳洞が発達する特異な地形が生じていく。こうして生じた地形をカルスト地形と呼んでいる。
炭酸を生じる二酸化炭素の主要な供給源は土壌である。一般に高温湿潤な地域ほど土壌中の微生物活動が活発なため、二酸化炭素の生産量が大きく、また降水も豊富なため、カルスト地形の発達が激しく、石灰岩が高い尖塔/柱状、あるいは塔状、円錐状に残る地形が生まれる。カルスト地形を形成する岩石には、石灰岩のほかに苦灰岩（白雲岩）や石膏岩などがあるが、後二者のカルスト地形は日本では見られない。

## 語源
カルストという語は、スロベニアのクラス地方（岩石を意味する古代の地方名Carusadus、Carsusに由来）に語源がある。この地方には中生代白亜紀から新生代第三紀初頭にかけて堆積した石灰岩が厚く分布し、溶食による地形が広く見られるが、地政的にスロベニア語でKras、ドイツ語でKarst、イタリア語ではCarsoと呼ばれてきた。とくに1893年のヨヴァン・ツヴィイッチによるドイツ語論文「Das Karstphänomen」によって、同種の地形を表す呼び名として「カルスト」がヨーロッパで広く使われるようになり、世界的に定着した。

## 地表地形

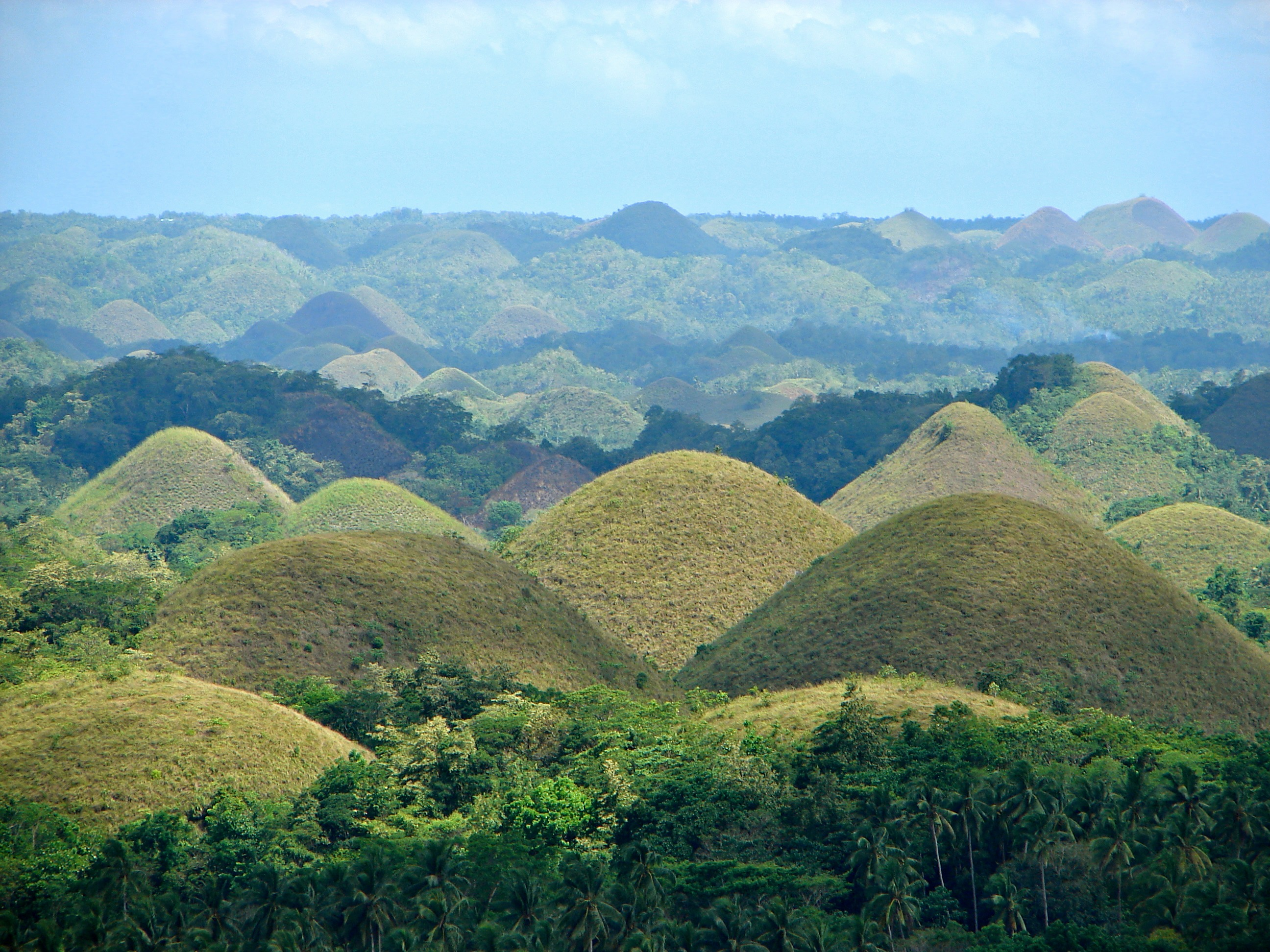
チョコレートヒルズの円錐カルスト

土壌による被覆が少なく、石灰岩の露岩が主の地帯を裸出カルスト、逆のものを被覆カルストという。石灰岩の構成成分は大部分が風化（溶食）により流れ去ってしまうため、日本のような純度の高い石灰岩では土壌構成鉱物の微粒子が生成しにくく、石灰岩起源の風化残留性土壌（テラロッサ）の蓄積が少ない。
ナンテンやビワ、アザミなどの好石灰岩植物がよく見られる反面、ツツジやシイなどは石灰岩質の土壌を嫌うせいか、ほとんど生育していない。しかし地域によっては長い地質時代の間に、風成のレス（黄土）や降下火山灰が厚く堆積し、それらが温暖湿潤な気候のもとで土壌化した赤茶色の土壌が見られることもある。そのようなところでは一般的な森林の発達も良い。一般に土壌の発達が少なく、かつ岩盤中の浸透水も流れやすいという性質を併せ持つため、カルストの山地は一般に保水性が悪い。このため植物群落の発達が限定されることがあり、森林が形成されず草原となっている例が多い。
地表地形の特徴により、多角形カルスト、コックピットカルスト、円錐カルスト、円頂カルスト、塔カルストなどの、気候や場所等の違いにより、乾燥カルスト、地中海カルスト、亜熱帯カルスト、熱帯カルスト、海岸カルスト、高山カルスト、温水カルストなどの総称語がある。

### ドリーネ
雨水が石灰岩の割れ目に沿って集中的に地下に浸透する過程で周囲の石灰岩を溶かすため、地表にはドリーネ（doline: 擂鉢穴・落込穴; 語源はスロベニア語の谷、米語ではほかにsinkhole）と呼ぶすり鉢型の窪地が多数形成される。直径は10mから1,000m、深さは2mから100mくらいである。ドリーネは地下の空洞の天井部が陥没することによってもできるが、このような陥没型のものは側壁が急で、グラス形や湯呑み形が多い。沖縄県宮古島市下地島の通り池は、陥没ドリーネに海水が浸入した例である。
ドリーネが徐々に拡大して隣り合った複数のドリーネがつながってより大きな窪地に成長したものがウバーレ（uvala: 連合擂鉢穴; 語源はセルボクロアート語）である。地下水位が浅くあるドリーネでは、豪雨時に一時的なドリーネ湖が生じることがあり、珍しい（代表例: 秋吉台の帰水ドリーネ）。
雨水がドリーネを通じて地下に流入するため、一般には地上に川が生じない。そのため他種岩石の地帯のように、谷による地表地形の侵食が起こらない。地下に浸透した雨水はやがて割れ目に沿って集まり、地下川をなし、大小の洞窟をつくりながら下流へと流れ、山麓に開口した洞窟や湧泉から再び地上へと現れる。

### ピナクルとカッレンフェルト

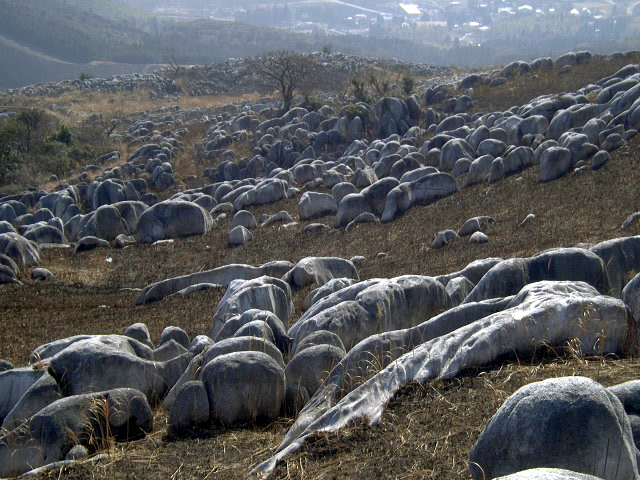
羊群原の石灰岩柱（平尾台）

ドリーネと共に地表には、土壌水の溶食から溶け残った石灰岩の突出部（石灰岩柱 / ラピエ岩柱; ピナクル pinnacle）が無数に土壌中から顔を出す。古く日本ではこのような地形を「石塔原」や「墓石地形」と呼んだ。通常、石灰岩柱は雨水による溶食でギザギザと尖っていることが多いが、熱変成をうけた結晶質の石灰岩（大理石）では石灰岩柱は丸みを帯びた形を成す。福岡県の平尾台にはこのような円頂型石灰岩柱が無数に発達し、これらを羊群に例えて、それらが特徴的によく発達した地域を羊群原と呼んでいる。
石灰岩柱の表面や、石灰岩柱の間の土壌に埋もれた潜在部には、雨水や土壌水の溶食によって形成された小溝が多く生じ、カッレン（karren; 語源は独語の車の轍）と呼ばれている。石灰岩柱が林立し、カッレンがたくさん生じた小起伏の地形は、カッレンフェルト（karrenfeld）と呼ばれている。

### カルスト台地

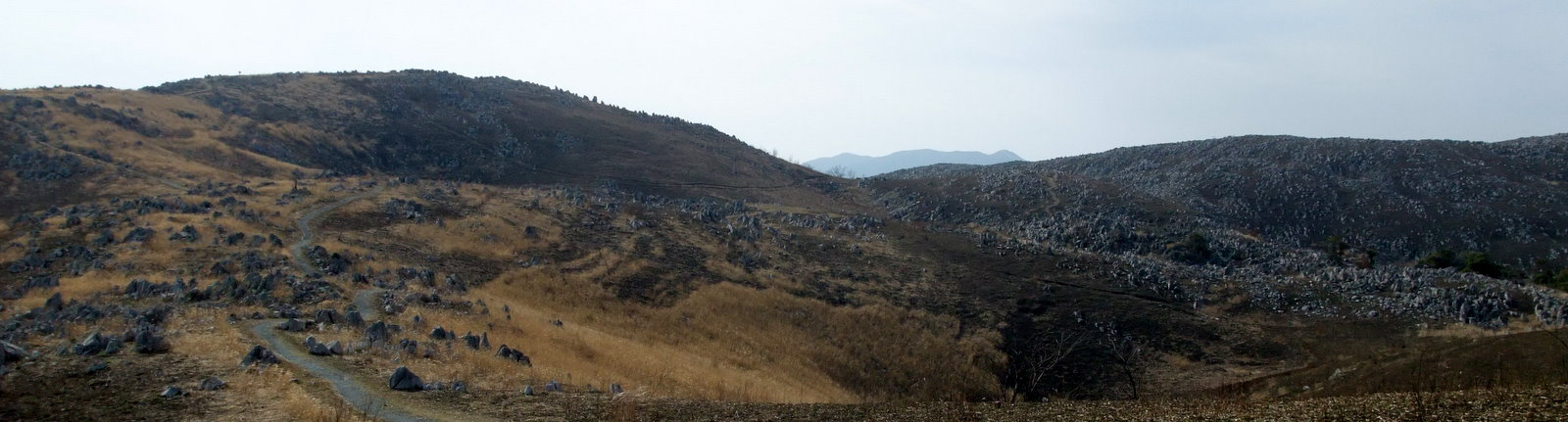
秋吉台のカルスト地形

上述したカルスト地形の形成は、気候の影響（二酸化炭素生産量や降水量）が大きいが、一般には起伏量の小さい地帯で教科書的に進行し、カルスト台地をつくっていることが多い（西南日本内帯の秋吉台、平尾台、阿哲台、帝釈台など）。また南西諸島には、隆起サンゴ礁からなる段丘地形を示すカルストが多くみられる。いずれも溶食によって原面よりも低下してはいるが、その平坦な地形は原地形の平坦性、例えば西南日本内帯の例では中新世の吉備高原面（隆起準平原）、南西諸島の例では過去の礁原面に由来するといわれる。
地下川のもつ流域面積が分かれば、カルストから流れ出る地下川水に溶けている石灰分の量を測定し、溶食によって原地形が時代とともに低くなる速度を推定することができる。世界各地で行われた研究から、降水の多寡によって異なるが、中緯度帯の多くの場合に1万年で0.2〜1.2m厚さの石灰岩が地表から溶食されると推定されている。山口県秋吉台の場合、1万年で0.5〜0.6mという。
逆に起伏量の大きい地帯では、石灰岩の地塊はしばしば急斜面や急崖をもち、上部にカッレンフェルトやドリーネをもつこともある独立峰的な高い山をつくる（四国カルストや青海カルスト、伊吹山、霊仙山、藤原岳、武甲山、碁盤ヶ岳など）。地域によっては、頂上部に平坦面を残すことがある。
これは地表流が生じないという特性に加えて、石灰岩が化学的溶食性を有する反面、他種の岩石に見られるような化学風化を受けないために、軟岩化が進まず、岩盤としての抗侵食性が大きいためである。起伏量の大小を決めるものは、最近の地質時代における隆起速度とその継続時間、ならびに河川侵食の進行度（降水量や隆起後の経過時間、海岸からの距離、下流域の地質による）である。

### カルスト谷
カルストの山地には一般に地表流は見られないが、低地には非石灰岩地帯から流れ込んでくる外来の川や、カルストの地下水が洞窟や湧泉から流れ出る川などがあり、これらの河谷にはポノール（吸込穴・飲込穴・嚥穴）や湧泉、洞窟跡、天然橋、岩壁、石灰華の滝など、独特の景観が見られる。谷壁が急峻で、峡谷状を呈することが多い。
- 他生谷: カルスト地帯の上流の非石灰岩地帯から流れ込んでくる外来の河川（代表例: 秋吉台の厚東川、帝釈台の帝釈川、阿哲台の高梁川）。
- 盲谷（もうこく）: 尻無谷とも。上流からの河流がポノールに潜入し、谷地形がそれよりも下流へ続かず、行き止まりになった谷（代表例: 平尾台の芳ヶ谷、秋吉台の三角田川、沖永良部島の余多川）。
- 涸れ谷: カルスト化の進行や侵食基準面の低下によって、かつて流れていた河流が地下を流れるようになり、河道の涸れた谷（代表例: 帝釈台の禅仏寺谷の下流、阿哲台の無明谷）。
- ポケット谷（袋谷、袋小路谷）: カルスト台地へ袋小路のように入った谷。よく谷奥の穴から地下川が流れ出ている（代表例: 秋吉台の秋芳洞）。

### ポリエ
溶食が進み、ウバーレからさらに大きくなった盆地底に地下水面が現れ、広い沖積地が生じた地形をポリエ（polje; 語源はセルボクロアート語の平野）という。大きいものでは数百平方kmの広がりを有することがある。代表的なポリエでは、洞窟や湧泉から流れ出る地下川がポリエ内を流れた後、再び下流側のポノールから地下へ流れ込んでいく。日本には完全な例はないが、山口県秋吉台の上流側にある美東町赤郷地区にはこれに近い型のものがあり、縁ポリエ（もしくは縁辺ポリエ）と分類される。

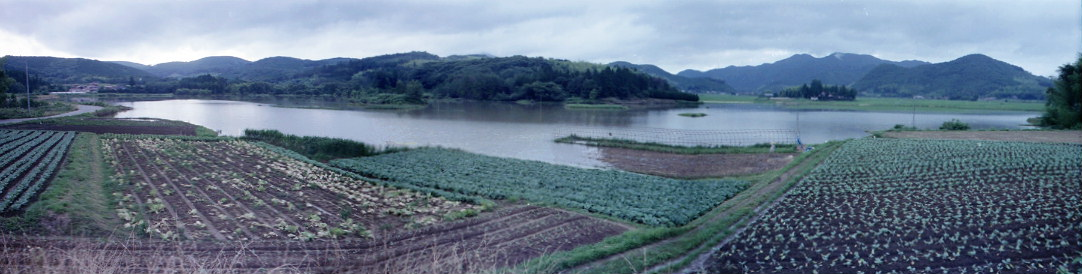
赤郷の一時的ポリエ湖（秋吉台）1985.7.6

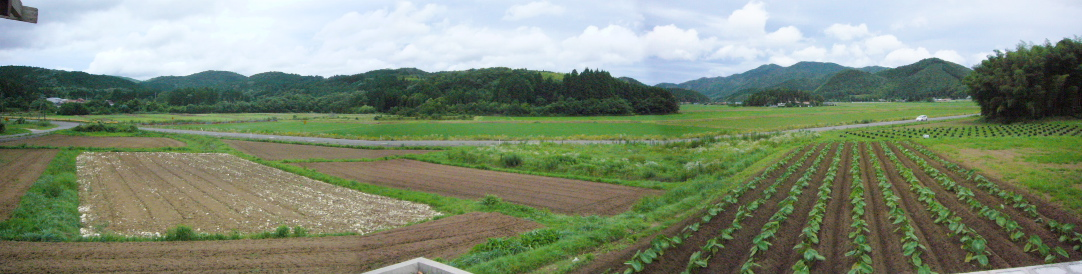
赤郷の平時の風景 2015.7.12

ポリエ内は湿性で、季節的な氾濫が起こることが多い。しばしば広い範囲に湛水し、一時的なポリエ湖を生じることがある。単なる河川の氾濫ではなく、石灰岩体内の地下水位が広く沖積面よりも高く上昇し、生じるものである。このような時には普段のポノールが逆に吐出洞へと変わる。赤郷地区小川（こがわ）の沼ポリエでは数年に一度くらい、豪雨時にポリエ湖が発生することがある。数日から1週間くらいにわたって水田や畑地が広く冠水する（排水路短絡工事が行われ、近年は発生がなくなった）。

### カルスト泉
カルストの山地は雨水が地下に浸透するため、一般に水に乏しく、例外的なものを除いては湧泉は見られない。しかし山麓や沖積地などには石灰岩体に貯留した地下水が流れ出たり、湧き上がったりするところが多く、これらを総称してカルスト泉と呼ぶ。
- 湧出地の様子からみると次のようなものがある。
  - 洞窟から地下川が流れ出るもの: 秋吉台の秋芳洞、滋賀県河内風穴など。
  - 洞窟をともなわず石灰岩の岩間から流れ出るもの: 秋吉台の帰水、広島県帝釈峡の養鱒場の湧泉など。
  - 沖積地において湧き上がり、池や川をなすもの: 秋吉台の温水（ぬくみず）の池、福岡県糸田町の泌泉（たぎり）、同平尾台の大清水（おしょうず）、大分県佐伯市井上の番匠川[9]など。

水文地質学的には上記3つの型の湧泉は、その場所が石灰岩と非石灰岩との岩層境界（不整合、断層、重なり関係など）に位置するか、全くの石灰岩体中に位置するかによって細分される。
  - 海岸線において海水に堰き止められる形で湧くもの: 琉球列島の石灰岩からなる島々の潮間帯に湧くもの。
  - 海底に沈んだ鍾乳洞から湧くもの: 地中海沿岸の海底泉など、氷期の海面低下時に形成された洞窟に起源をもつ。
- 地下水の湧き型からみると次のように分類される。
  - 周年性のもの: 1年を通じて常時湧いている。秋吉台の秋芳洞、岩手県龍泉洞の地下川など。
  - 季節的のもの: 雨の多い季節に定常的に湧くもの。秋吉台の釣水や景清洞の地下川(三角田川)など。
  - 一時的なもの: とくに激しい降雨の後だけに湧くもの。
  - 間欠的のもの: 降雨とは関係なく、時間をおいて周期的に湧くもの。岡山県阿哲台の潮滝など。
- 地下水の賦存型からみると次のように大別される。
  - 地下水面下深層の地下水が湧き上がるもの: 短期的には降水の影響がみられず、水温や水質、流量等が安定している。秋吉台の温水の池、福岡県糸田町の泌泉など。稀には温泉水や汽水（沖縄県本部町の塩川[10]）が湧くものもある。
  - 地下水面下浅層の地下水が湧くもの: カルスト泉の多くがこの型に属し、水温や水質、流量等の日変化、季節変化、経年変化等に地表の川と同じような特徴がみられる。秋吉台の秋芳洞や帰水、平尾台の不動洞など。
  - 地下水面より上の循環水帯を定常的に流れる地下水流が湧くもの: 石灰岩地に接して非石灰岩のつくる山地が広がっている場合などにみられる。流れ方の特徴は同上。熊本県球泉洞、福岡県平尾台の千仏鍾乳洞や青龍窟の地下川など。
  - 石灰岩中や被覆土壌中の宙水が湧くもの: カルスト台地上に湧くごく小規模のもの。秋吉台の姫山の水や女郎ヶ池など。

### 沈水カルスト

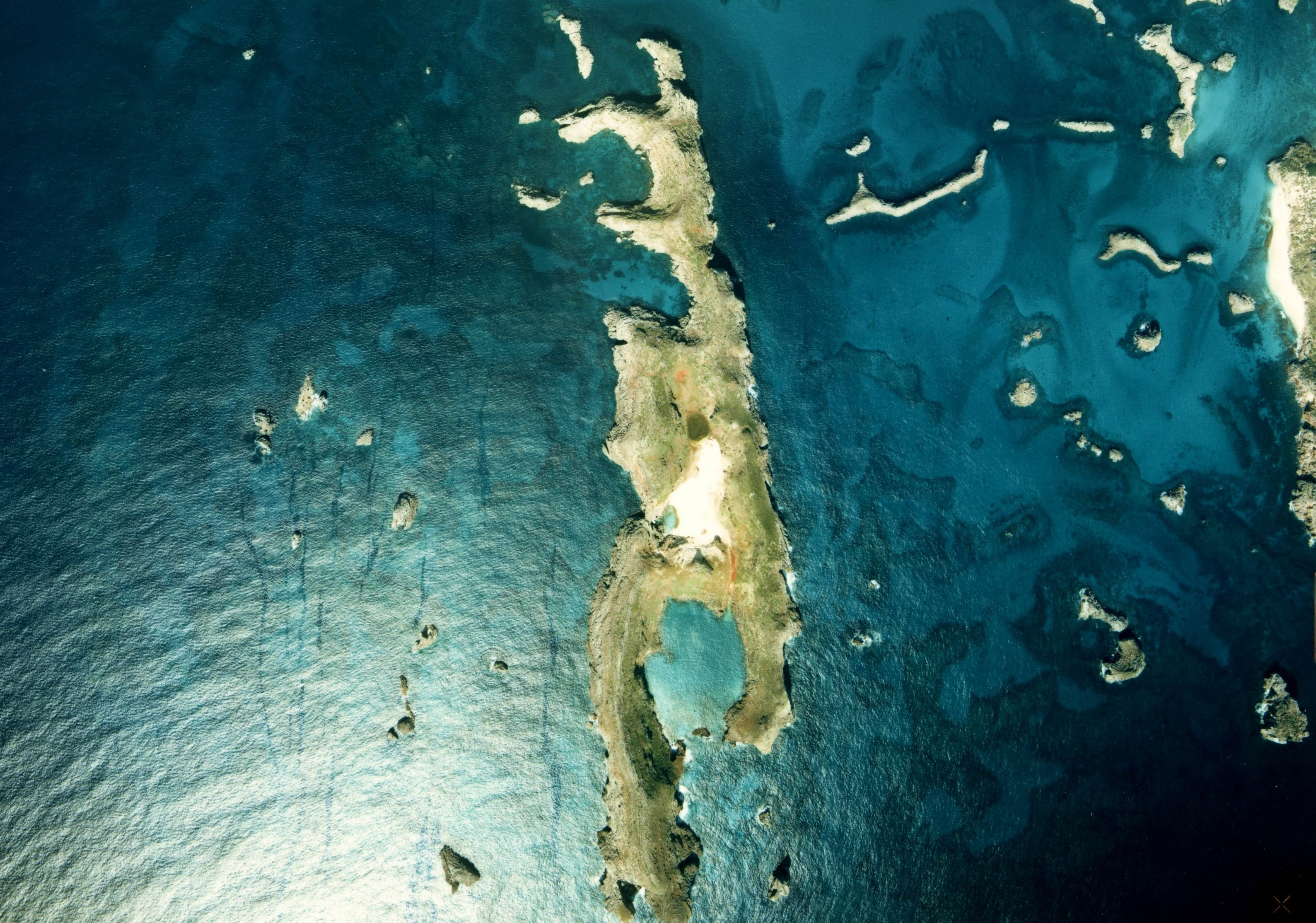
小笠原南島沈水カルスト地形の空中写真

特異なカルスト地形として、地質時代に形成された沿岸域のカルストが気候変動等による海水準の上昇によって海面下に没した沈水カルストがある。カリブ海沿岸のもの（ドリーネの沈水地形であるブルーホールや海中鍾乳洞など）が有名で、その奇観が洞窟潜水による探検記録としてよくメディアによって紹介されている。日本では沖縄海域沿岸部で海中鍾乳洞が幾つか発見されている。石垣島の名蔵湾には日本最大級といわれる沈水カルストがあり、九州大学大学院比較社会文化研究院の菅浩伸教授らのグループが2014年に3次元海底地形図を完成させている。小笠原諸島南島の沈水カルスト地形は、天然記念物に指定されている。

### 石膏カルスト
石膏岩は石灰岩と違って二酸化炭素を必要とせずに水に溶解する（溶解度は0.2g/100cc程度）。そのため石灰岩地と同じように地下水系が発達し、洞窟やドリーネなど、カルスト地形が形成される。ウクライナ、ドイツ、ポーランドなどにみられ、ウクライナのOptymistychna Cave（総延長230km/2005時点）は、中新世に堆積した厚さ約20mの石膏層中に、約2km四方にわたって広がる迷宮状の洞窟をつくっている。
後述する石灰岩の溶食過程と違い、石膏カルストの溶食は次のように表される。
CaSO4 → Ca2+ + SO42-

### 化石カルスト
古カルストとも。過去に生じ、現在はそのカルスト化作用が停止しているカルスト地形をいう。例えば、降水がほとんどない砂漠気候下にあるカルスト地形は過去の湿潤な気候の元で発達した化石カルストである。また、過去に生じたカルスト地形がより新しい時代の地層に被覆され、保存されているものも化石カルストである。
後者の例としては、中新世の海成層（備北層群）によって被覆され、後に同層が削剥されたという地史をもつ吉備高原にある帝釈台や阿哲台は化石カルストの性格を併せもつものともいえるが、詳細はよく分かっていない。
鍾乳洞の多くは、地下川による活発な洞窟形成作用が働いているものを除けば、その多くは化石カルストといえる。

### 偽カルスト
炭酸塩岩類（石灰岩、白雲岩など）や蒸発岩類（石膏岩、岩塩など）以外の非溶解性の岩石等にもカルスト地形に似た凹地や洞穴、溶食性の微地形が見られることがあって、地下水系が発達することがある。これらを偽カルスト（擬似カルストとも）という。次のような岩石や土壌等の地帯に見られ、寒冷カルスト、氷河カルスト、レスカルスト、蛇紋岩カルストなどの語がある。
- 熔岩[13][14][15]、花崗岩（風化岩[16] / 新鮮岩ともに）、蛇紋岩[17]、珪岩 / 砂岩[18] / 礫岩、非固結性凝灰岩（シラス[19]など）、黄土、ラテライト、凍土、氷河
※脚注には日本の事例を示す。

## 地下地形（石灰洞；鍾乳洞）

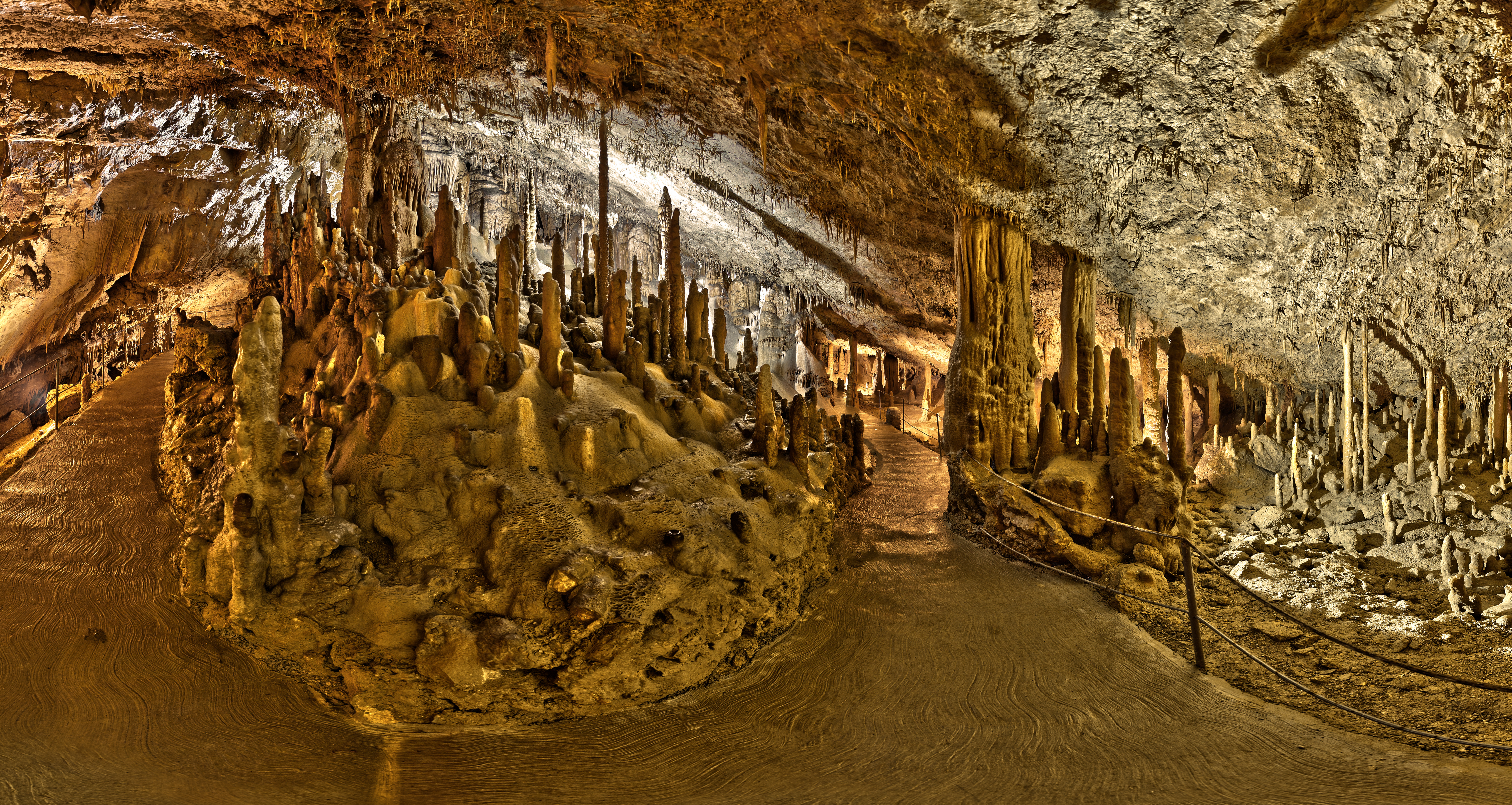
鍾乳洞（シュコツィアン洞窟群）

カルストの地下地形が発達していく過程には、大きく3つの過程がある。第一の過程は、石灰岩の割れ目に沿って流れる地下水の作用で溶食が進み、洞窟空間ができていくものである（石灰洞の形成）。第二の過程は、地下水中に溶けた石灰分が洞窟内において晶出し、石灰分からなる特異な沈殿物（広義の鍾乳石）が生じ、洞窟が装飾されていく過程である（鍾乳洞の形成）。第三の過程は、年齢を重ねた洞窟が終末期を迎え、崩壊していく過程である。

### 溶食過程
水H2Oに溶けた二酸化炭素CO2から炭酸H2CO3が生じ、炭酸と石灰岩の主成分である炭酸カルシウムCaCO3との化学反応によって溶食が進むものである。土壌中を浸透した地下水には多量の二酸化炭素が土壌空気からとけ込んでいる（大気から雨水に溶け込む量の数倍から百倍程度）。最初は微小な割れ目に沿って石灰岩が溶食されていくが、やがて水みちは大きくなり、いずれかの流れやすい流路を選んで水が流れるようになる。こうして流量が増えてくると、砂礫や砂などが流れ込むようになり、溶食以外に水流による侵食（磨食）も加わって洞窟と呼ばれるような大きな空間が形成される。空間がある程度大きくなると天井や壁面の崩落・崩壊が起こることがあり、空洞が一時的に埋まるが、地下川がある場合には局所的に流速が早くなり、溶食作用が強く働くようになって洞窟の拡大がより進行する。
この溶食過程を化学反応式で示すと次のようになる。
CaCO3 + CO2 + H2O → Ca(HCO3)2
反応の結果生じる炭酸水素カルシウムCa(HCO3)2はカルシウムイオンと炭酸水素イオンに分離した形でのみ存在し（つまり水に溶けている状態、その結果流れ去って溶食が起こる）、次のように記される。
Ca(HCO3)2→ Ca2+ + 2HCO3-
稀には火山性温/熱水中の硫酸H2SO4、あるいは石油鉱床等からくる地下水中の硫化水素H2Sの酸化によって生じる硫酸による溶食が働くことがあり、その化学反応式は次のように表される。
CaCO3 + H2SO4 → Ca2+ + SO42- + H2O + CO2
次に、洞窟形成環境を水文地質学的な観点からみると以下の3つの型（循環水帯型、地下水面型、飽和水帯型）に分けられるが、実際には各タイプの洞窟が時間的、空間的に組み合わさり、他の地質的な要因（石灰岩の岩質、非石灰岩の挟在・重なり・接触、割れ目系などの地質構造）も加わって複雑に発達していることが多い。このような地質的な要因は地表地形の溶食型にも大きく影響する。
1. 雨水が直接に石灰岩体内に流れ込む場所として、ドリーネがある。ドリーネ底には大小さまざまの縦穴や斜めに落ち込んだ洞窟がある。多くの場合は泥や岩礫などで埋まっていて直接見ることができない。また、石灰岩以外の山地から流れてきた水流（他生谷）が石灰岩の地帯に入ったところにも、同じように洞窟が開口していることが多い（川の水が自然と石灰岩の河床の割れ目に浸透して涸れ谷となり、洞窟が見られないことも多い）。谷尻の洞窟へ流れ込んだ水は下方に地下水面まで流れ落ちていく（地下水面が浅くある所では、水は横穴を穿って流れ込んでいく）。このように地表流が地下へ流れ込んでいく所にある穴や洞窟を広くポノール（ponor; 語源はセルボクロアート語 / スロベニア語の窪地、英語ではほかにswallow hole【嚥穴】）と呼ぶ。起伏量の大きいカルスト地帯で、地下水面が深く、流量が十分にあると、ポノールは深い縦穴をつくる（代表例：新潟県の白蓮洞）。
2. 地下水面に達した水は横方向へ流れ、次第に合流して主流へと成長し（地下水面の等高線的形状から地下水谷という）、最後には石灰岩体の下流部、山麓に開口した洞窟あるいは湧泉から再び地上へ流れ出る。地下水面に沿って溶食が進み、横断形が扁平な洞窟ができる。流量も多くなり、大型の横穴洞窟をつくることが多い。流域上流部や、地下水谷と地下水谷の間の尾根をつくる地域の地下水面は、降雨（季節）によって大きく高度を変えるので、地下水面に沿う洞窟は発達しにくいが、地下水谷では洞窟の発達によって排水能力が増すため、地下水面は安定的なものとなり、長大な洞窟形成が加速される（代表例: 山口県の秋芳洞や景清穴）。
3. 地下水面帯よりも深層の地下水はふつう流れがほとんどないため、洞窟形成作用は大きくない。しかし水理的条件がととのうと、割れ目に沿って被圧性の地下水の流れが生じることがある。また混合溶食と呼ぶ炭酸による特殊な溶食作用も働く。飽和水帯（飽和帯とも）起源の洞窟は溶食作用が上下左右いずれの方向にも働いたことを示す円形や楕円形などの断面形を示し、時には地下水流が重力に逆らって上方へ向かって流れたことを示す流痕のある縦穴や斜洞が見られる。飽和水帯型の洞窟は、地盤の隆起によって排水された場合にのみ、人が入ることが可能になる（代表例: 熊本県の球泉洞）。

### 沈殿（装飾）過程
石灰分の晶出は、外気と洞内気の温度差によって人が通過できないような割れ目や穴をも流れる気流（煙突効果）のために、洞内気の組成は外気とほとんど変わらないという理由で起こる。つまり洞内気の二酸化炭素は外気（0.04%）とそう変わらない（せいぜい数倍）ために、土壌空気に由来する多量の二酸化炭素によって多量の石灰分を溶かしている地下水が洞窟内に滲出すると、二酸化炭素は水中から洞内気の方へ逃げていく（ビールから二酸化炭素が逃げるように）。すると溶存していた石灰分は二酸化炭素が逃げた分だけ水に溶けていることができなくなり、沈殿を始める。こうして鍾乳石（洞窟生成物、二次生成物、石灰生成物、洞窟装飾物）ができ、洞窟内が装飾されていく。
この沈殿過程を化学反応式で示すと、上述の式とは逆に次のように記される。
Ca(HCO3)2→ CaCO3 + CO2 + H2O あるいは Ca2+ + 2HCO3-→ CaCO3 + CO2 + H2O
鍾乳石はできる場所や水量、不純物の量などによって様々に形や色、大きさを変えるので、色々の形態名があるが、成分は炭酸カルシウム（鉱物名は方解石、岩石名は結晶質石灰岩）である。まれに同じ化学組成で、結晶構造が異なる霰石からなるものも見られる。これらが洞窟内に特異な風景をつくっている。中には光を当てるときらきら光り美しいものがあるが、細かい方解石の結晶面が暗い洞窟内で照射光を反射するためである。主な種類には次のようなものがある。
- 鍾乳石: 天井から垂れ下がるもの（つらら石とも言う）。広義には洞窟生成物の意。
- 石筍: 床面から上に向かって生えるもの。
- 石柱: 鍾乳石と石筍が繋がった柱状のもの（石灰柱[20]、石灰華柱[3]、石灰石柱[3][21]、石灰岩柱[22]とも）。
注）石灰石柱や石灰岩柱には洞窟母岩の石灰岩が残柱状に溶け残ったもの（柱石[23]）を、また石灰岩柱には地表に露出するピナクルを指す用法もあり、統一されていない。
- リムストーン: 畦石、輪縁（辺）石とも。緩い傾斜面に生じた棚田のような形のもの（秋芳洞の百枚皿が有名）。畦石群からできた全体の微地形を石灰華段（石灰華段丘とも）と呼ぶ。
- フローストーン: 流華石。壁面を被って流れた形のもの（よくクラゲの滝登りとか、石の滝というような名称が付けられている）。「流れ石」という直訳がしばしば用いられるが、イメージとしてそぐわず、適当でない。
- カーテン: 石幕、石灰幕。オーバーハングの壁面に旗状に垂れ下がったもの。

### 崩壊過程

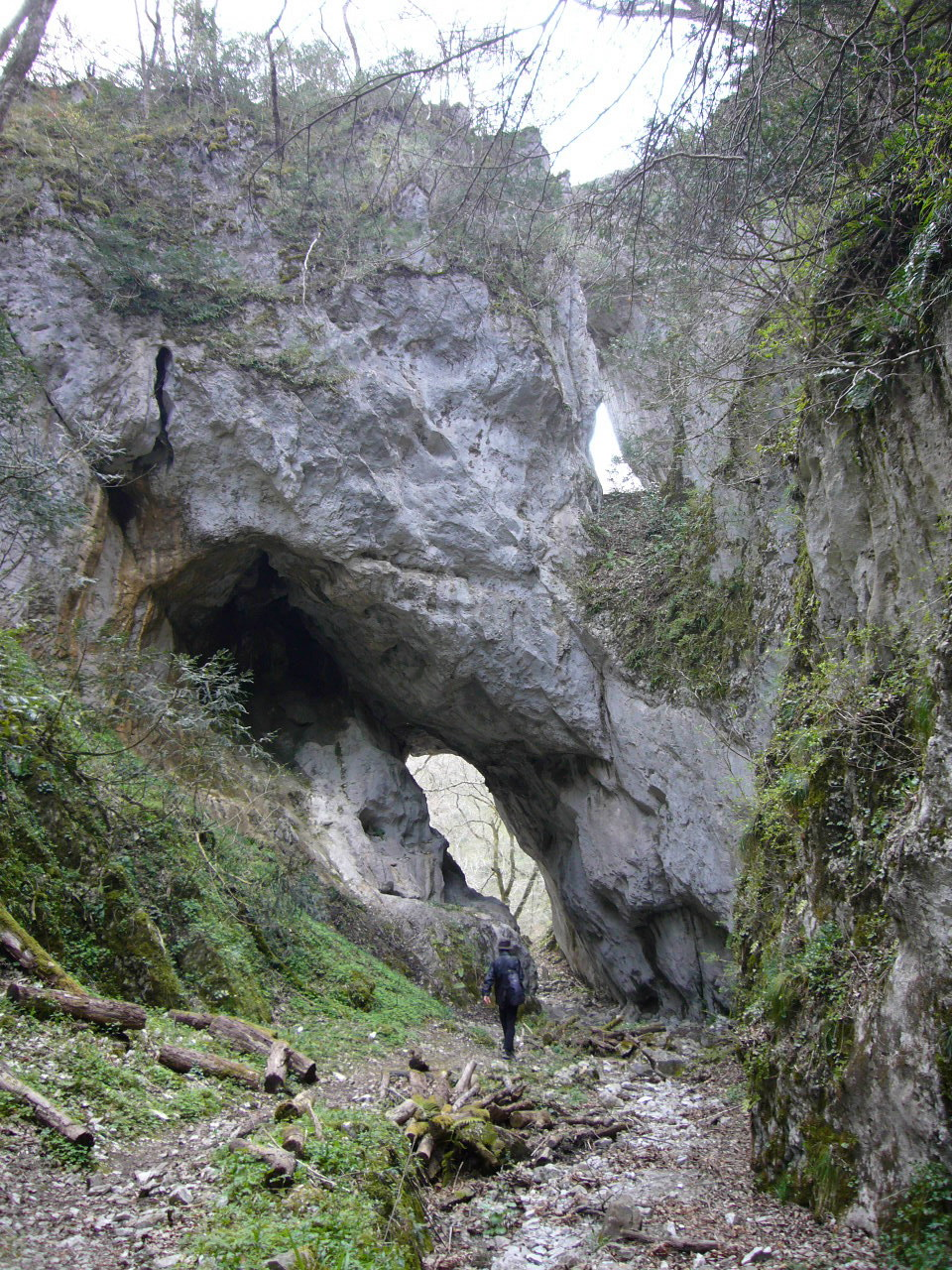
天然橋の唐門（帝釈峡）

地表の侵食（溶食）が進んで洞窟の天井をなす岩層が薄くなったり、空洞が極度に大きく成長した場合などには、洞窟は崩壊を始める。また、地下水面下で発達中の地下川洞窟系が、何らかの原因（地下水の汲み上げや鉱山開発による排水など）による地下水位の急激な低下によって浮力による支持を失い、大きく陥没することがある。
地下川系をなす空洞の天井の一部が崩落し、陥没ドリーネが生じると、地上から底を流れる地下水が見えることがある。これをカルストの窓（天然井戸、地下水流の窓とも）という（代表例: 鹿児島県沖永良部島の水蓮洞や田皆暗川、ユカタン半島のセノーテなど）。
洞窟内の局地的な天井や壁の崩落は、地表侵食の進行度とは関係なくよく見られる現象である（代表例: 山口県秋芳洞の千畳敷）。
洞窟系全体にわたって崩壊が進んだり、盲谷とポケット谷の連結に際して、一部が橋のように残ることがある。これを天然橋と呼び、カルスト地帯に多い（代表例: 広島県帝釈峡の唐門や雄橋、岡山県阿哲台の羅生門など）が、天然橋は石灰岩地以外にも海食作用や風食作用によって多く生じている。

## カルスト地形の例

### 日本
- 秋吉台（山口県）: 特別天然記念物、国定公園に指定されている。
- 平尾台（福岡県）: 天然記念物、国定公園に指定されている。
- 四国カルスト（高知県・愛媛県）
- 阿哲台（岡山県）
- 帝釈台（広島県）
- 仙台平（福島県阿武隈地方）
- 沖永良部島（鹿児島県）
- 本部半島カルスト地域（沖縄県本部町）：円錐型は日本で唯一。国定公園に指定されている。

### 日本国外
- カルスト地方（スロベニア）
- 中国南方カルスト（広西自治区桂林、雲南省石林、貴州省茘波、重慶市武隆）
- ハロン湾（ベトナム）
- フォンニャ-ケバン国立公園（ベトナム）
- アグテレク・カルストとスロバキア・カルストの洞窟群（ハンガリー・スロバキア）
- マンモス・ケーブ国立公園（アメリカ合衆国）
- ミラドゥーロ・ダ・ルーア（アンゴラ）

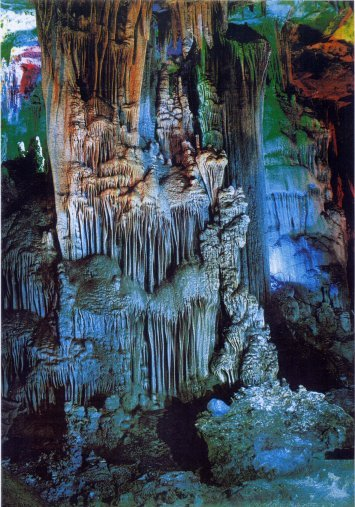
フォンニャ-ケバン国立公園（ベトナム）
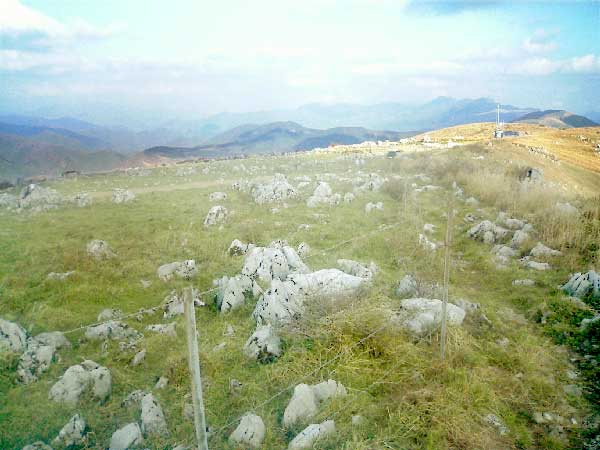
四国カルスト